# Пара (B, N)
Пара (B, N) — это структура на группе лиева типа, которая позволяет дать единообразные доказательства многих результатов вместо того, чтобы рассматривать большое количество доказательств по вариантам. Грубо говоря, пара показывает, что все такие группы похожи на полную линейную группу над полем. Пары ввёл математик Жак Титс, а потому они иногда называются системы Титса.

## Определение
Пара (B, N) — это пара подгрупп B и N группы G, удовлетворяющих аксиомам
- Объединение групп B и N порождает G.
- Пересечение H групп B и N является нормальной подгруппой группы N.
- Группа W = N/H порождается множеством S элементов wi порядка 2 для i в некотором непустом множестве I.
- Если wi является элементом S и w является любым элементом группы W, то  wiBw содержится в объединении BwiwB и BwB.
- Никакой генератор wi не нормализует B.

Идея определения в том, что B является аналогом верхних треугольных матриц полной линейной группы GLn(K), H является аналогом диагональных матриц, а N является аналогом нормализатора H.
Подгруппа B иногда называется борелевской подгруппой, H иногда называется подгруппой Картана, а W называется группой Вейля.  Пара  (W,S) является системой Коксетера.
Число генераторов называется рангом.

## Примеры
- Допустим, что G — любая дважды транзитивная группа перестановок[англ.] на множестве X с более чем двумя элементами. Пусть B — подгруппа группы G, оставляющая на месте точку x, и пусть N — подгруппа, оставляющая на месте или обменивающая местами 2 точки x и y. Подгруппа H тогда состоит из элементов, оставляющих обе точки x и y на месте, а W имеет порядок 2 и её нетривиальный элемент переставляет x и y.
- Обратно, если G имеет пару (B, N) ранга 1, то действие группы G на классы смежности группы B дважды транзитивно[англ.]. Таким образом, пары BN ранга 1 более или менее — это то же самое, что и действии двойных перестановочных действий на множестве из более 2 элементов.
- Допустим, что G — полная линейная группа GLn(K) над полем K. Возьмём в качестве B верхние треугольные матрицы, в качестве H — диагональные матрицы, а в качестве N — обобщённые матрицы перестановок[англ.], т.е. матрицы с точно одним ненулевым элементом в каждом столбце и в каждой строке. Имеется n − 1  генераторов wi, представленных матрицами, полученными путём перестановки строк диагональной матрицы.
- Более обще, любая группа лиева типа имеет BN-пару.
- Редуктивная алгебраическая группа над локальным полем имеет BN-пару, где B является подгруппой Ивахори.

## Свойства групп с парой BN
Отображение w в BwB является изоморфизмом из множества элементов группы W во множество двойных смежных классов группы G по B. Классы образуют разложение Брюа G = BWB.
Если T является подмножеством группы S, пусть W(T) — подгруппа группы W, генерируемая подмножеством T. Мы определяем G(T) = BW(T)B как стандартную параболическую подгруппу для T.  
Подгруппы группы G, содержащие сопряжённые с B подгруппы, являются параболическими подгруппами. Смежные классы B называются борелевскими (или минимальными параболическими подгруппами).  Это в точности стандартные параболические подгруппы.

## Приложения
BN-пары можно использовать для доказательства, что многие группы лиева типа являются простыми по модулю центров. Точнее, если G имеет BN-пару, такую, что B разрешима, пересечение всех смежных классов B тривиально, а множество генераторов группы W не может быть разложено на два непустых коммутирующих множества, то G является простой, если она совершена (то есть совпадает со своим коммутантом). На практике все эти условия, за исключением совершенства группы G, легко проверить. Проверка же совершенства группы  G требует некоторых запутанных вычислений (и некоторые маленькие группы лиева типа не являются совершенными). Однако показать, что группа совершенна, обычно куда легче, чем показать, что группа проста.